# Pierre de Rigaud

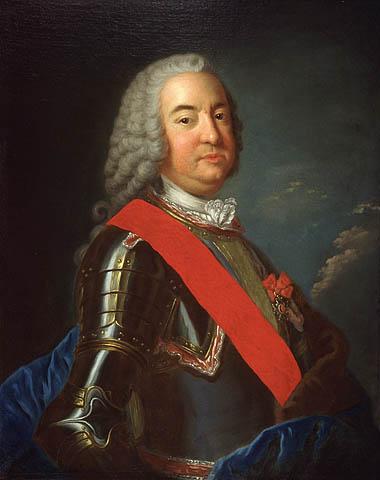
Pierre de Rigaud de Vaudreuil de Cavagnial

Pierre de Rigaud de Vaudreuil de Cavagnial (* 22. November 1698 in Québec; † 4. August 1778 in Paris, Rue des Tournelles), Markgraf von Vaudreuil und Marineoffizier, war der letzte Generalgouverneur von Neufrankreich.

## Leben
Pierre de Rigaud wurde 1698 als zweites von vier Kindern des Kommandeurs der französischen Kolonialtruppen (Compagnies Franches de la Marine) und späteren Generalgouverneurs von Neufrankreich Philippe de Rigaud de Vaudreuil und dessen Frau Louise-Élisabeth de Joybert de Soulanges et de Marson in Québec geboren. Er gehörte der Oberschicht der französischen Kolonie Neufrankreich an. Seine Brüder waren Louis-Philippe de Rigaud de Vaudreuil, François-Pierre de Rigaud de Vaudreuil und Joseph-Hyacinthe de Rigaud de Vaudreuil.
Von allen französischen Gouverneuren von Neufrankreich war Pierre de Rigaud der einzige, der in Neufrankreich geboren war. Seine ehemaligen Herrschaften lagen westlich der Stadt Montréal und umfassten die Ortschaften Vaudreuil-Dorion, Vaudreuil-sur-le-Lac, L’Île-Cadieux, Saint-Lazare und Hudson.
Nachdem Neufrankreich im Siebenjährigen Krieg für Frankreich verloren gergangen war, lebte de Rigaud bis zu seinem Tod auf Schloss Colliers in Muides-sur-Loire (späteres Département Loir-et-Cher). Im Eingangsbereich des Schlosses sind zwei Schlachtgemälde aus der ehemaligen Kolonie Louisiana ausgestellt.

## Gouverneur von Trois-Rivières
Als 1731 der Tod des Gouverneurs von Montréal Jean Bouillet de la Chassaigne absehbar war, traf sich Rigaud mit dem Marineminister Maurepas, um sich für den bald frei werdenden Posten zu empfehlen. Stattdessen wurde er aber zum Gouverneur von Trois-Rivières ernannt, ein Amt, das er bis 1742 innehatte.

## Louisiana
Am 1. Juli 1742 wurde Rigaud von Maurepas zum Gouverneur der Kolonie Louisiana befördert und löste damit seinen Vorgänger Jean-Baptiste Le Moyne de Bienville ab. Rigaud kam aber erst am 10. Mai 1743 in New Orleans an. Dort erwies er sich als tatkräftiger Verwalter und ordnete Rodungen und Urbarmachungen an. Die äußeren Umstände waren wenig günstig, denn die Kolonie war nur dünn besiedelt und die wenigen Einwohner konzentrierten sich auf die Stadt New Orleans, auf ein schmales Band von Bauernhöfen entlang des Mississippi sowie auf wenige Handelsposten für Felle. Wegen der innerkontinentalen Lage war die Provinz von den beiden anderen Kolonialmächten England und Spanien sowie von einigen Indianerstämmen eingekreist. Zudem war die Kommunikation mit dem Mutterland langsam und die Versorgung der Kolonie stellte hohe Anforderungen an die Logistik. Für den militärischen Schutz von Louisiana erhielt Rigaud im Jahre 1750 1850 Soldaten.
Er wusste, dass er die Indianer an die französische Sache binden und von den Engländern loslösen musste, um den Frieden in der Kolonie zu garantieren. So versuchte er mit verschiedenen Mitteln den englischen Einfluss auf das Innere des Kontinents zu begrenzen.
Rigaud entwickelte den Handel von Kolonialprodukten mit den relativ nahen spanischen Kolonien Kuba und Mexiko. Er ermutigte, mit Blick auf den Export, die Herstellung von Häuten, Tabak, Reis und Indigo. 1753 wurde Louis Billouart de Kerlerec sein Nachfolger.

## Die Kapitulation

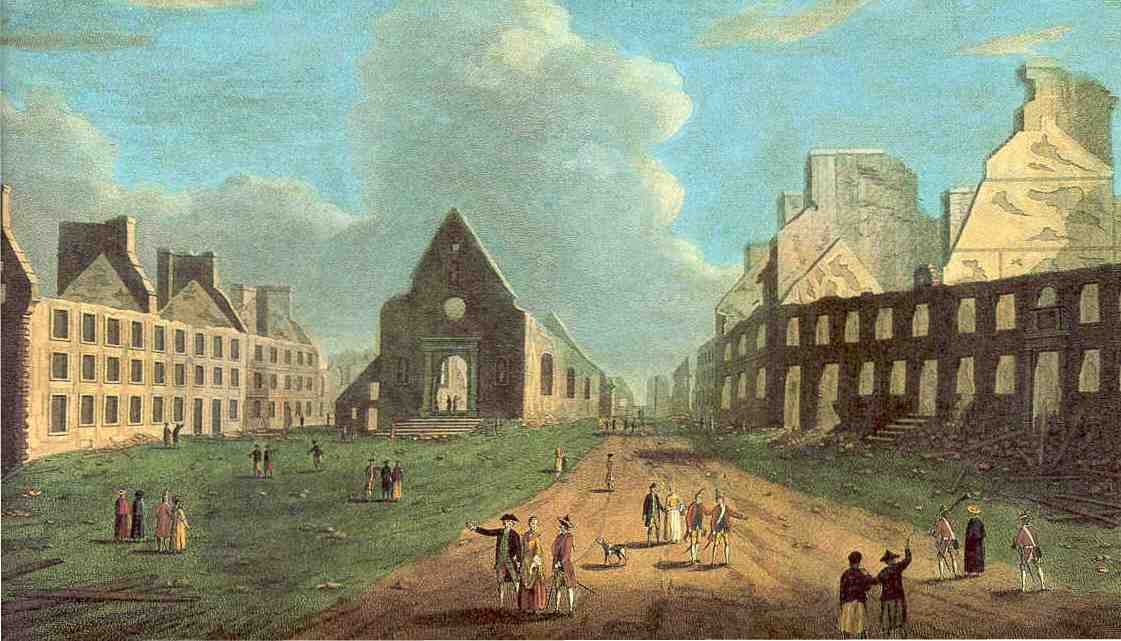
Blick auf die Kirche Notre-Dame-des-Victoires in Quebec, zerstört während der Belagerung der Stadt im Jahre 1759

1755 wurde Rigaud Generalgouverneur von Neufrankreich. Er leitete die Kolonie während des Siebenjährigen Krieges in Nordamerika (1754–1763). Die französischen Kolonien in Nordamerika waren einer der Schauplätze dieses Krieges zwischen Frankreich und England, der auch um die Vormachtstellung in Nordamerika und Indien geführt wurde.
Nach der Schlacht auf der Abraham-Ebene während der Belagerung von Québec, bei der Louis-Joseph de Montcalm starb (Rigaud und er stritten sich oft), erwog Rigaud das günstigste Vorgehen. Nachdem er mit dem Kriegsrat gesprochen hatte, beschloss er, dass die Truppen sich an den Rivière Jacques-Cartier zurückziehen sollten, obwohl Vaudreuil und Intendant François Bigot sich für ein Fortführen der Kämpfe aussprachen.
Rigaud übertrug das Kommando der Garnison Quebec an Jean Baptiste Nicolas Roch de Ramezay und gab ihm Order, so lange wie möglich auszuhalten. Er ermächtigte ihn aber auch zu kapitulieren, wenn die Situation (vor allem für die Bevölkerung) nicht mehr haltbar war. Quebec kapitulierte am 18. September 1759. Rigaud und die Regierung von Neufrankreich zogen sich nach Montréal zurück. Angesichts des drohenden britischen Angriffs auf die Stadt und der als hoffnungslos eingeschätzten Situation wollte er die letzten Soldaten, die die Stadt verteidigten, schonen. So befahl er François-Gaston de Lévis und seinen 2400 Soldaten, sich zu ergeben. Rigaud unterzeichnete die Kapitulation, die am 8. September 1760 zur Übergabe Montréals an die britischen Truppen am Vorabend einer Belagerung der Stadt führte.

### Die Kanada-Affäre
Bei seiner Rückkehr nach Frankreich wurde Rigaud vor ein Tribunal gestellt – man suchte einen Sündenbock. Er wurde verurteilt, zusammen mit anderen Verwaltern von Neufrankreich, darunter der François Bigot und Louis-Joseph de Montcalm (der schon tot war). Die Verteidigung der Kolonie und der Siebenjährige Krieg hatten hohe Kosten verursacht, die Frankreich durch Kreditaufnahme finanziert hatte.
Rigaud wurde am 30. März 1762 in die Bastille gesperrt; am 18. Mai wurde er provisorisch freigelassen; am 10. Dezember 1763 freigesprochen – nach einem langen Prozess, in dem er darlegen konnte, dass ihn keine Schuld traf. Als Wiedergutmachung bot ihm der König eine Entschädigung in Form einer Rentenzahlung von 6000 Livres.

### Auszeichnungen, Sonstiges
In Quebec befindet sich vor der Kirche „Saint-Michel de Vaudreuil-Dorion“ eine Erinnerungstafel auf einem Stein. Nach ihm ist der Rivière Rigaud in Kanada benannt.
1730 erhielt er den Ordre royal et militaire de Saint-Louis (bekannt auch als Croix de Saint-Louis). Nach der Kanada-Affäre verlieh König Ludwig XV. ihm das Großkreuz dieses Ordens.